# Fedor Sommer
Fedor Sommer (ur. 21 września 1864 w Dobromierzu (Hohenfriedeberg), zm. 16 czerwca 1930 w Jeleniej Górze (Hirschberg) – śląski pisarz, nauczyciel, wizytator szkolny, współpracownik Volkshochschule. Podczas swoich 60. urodzin podejmuje się zadania organizacji dni teatralnych w następnym roku.